# Astrobussen

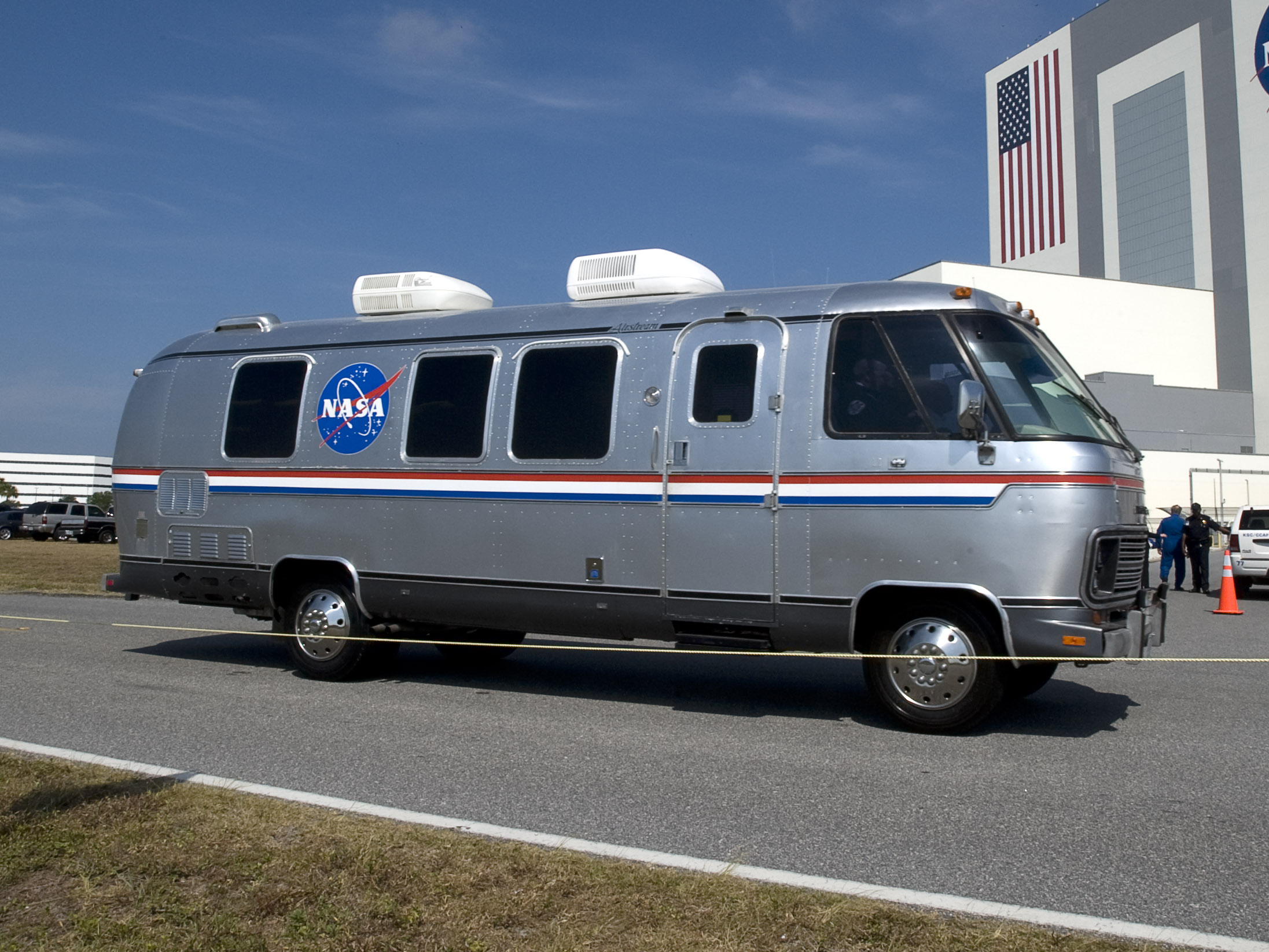
Astrobussen framför Vehicle Assembly Building.

Astrobussen (eng. Astrovan) är ett fordon, stationerat vid Kennedy Space Center, som NASA använder för att transportera astronauterna till startplattan före uppskjutningen av rymdfärjan, och från landningsbanan efter landning. Den nuvarande bussen är en modifierad husbil av märket Airstream Excella av 1983 års modell, och har använts sedan 1984.
Enligt astrobussens chaufför Ronnie King gillar astronauterna fordonet trots att det är gammalt, och de brukar till och med argumentera mot att det byts ut. 
Färden från förberedelsebyggnaden till startplattan brukar ta omkring 20 minuter. Förutom rymdfärjans besättning medföljer ytterligare en astronaut som släpps av vid rymdfärjans landningsbana för att därifrån starta med ett flygplan och hjälpa till med lokala väderobservationer. Ibland medföljer också medlemmar i NASA:s ledningsgrupp som då släpps av vid den byggnad som inrymmer startkontrollen.
|  |  |